# Tiro de Gracia
Tiro de Gracia est un groupe chilien de hip-hop, originaire de Santiago, actif entre 1991 et 2020. Leur album Ser hümano!!, sorti en 1997, connait un grand succès en Amérique latine et contribue au développement du mouvement hip-hop chilien.
Le groupe est formé par Juan Sativo, Lenwa Dura, Explícito et DJ Borna, à Santiago. Plus tard, les membres Explícito et DJ Borna quittent le groupe pour laisser la place à Zaturno, Camilo Cintolesi et Patricio « Adonai » Loaiza, ce qui en fait la formation la plus reconnue du groupe.

## Histoire
Tiro de Gracia se forme au début des années 1990 par Juan Sativo, Lenwa Dura, Explícito et DJ Borna, ainsi que par DJ Raff de La Pozze Latina, qui mixe leurs morceaux (instrumentaux).
Le groupe fait ses débuts sur scène en avril 1993, lors d'un événement organisé au gymnase municipal de Lo Prado. À cette époque, le groupe a commencé ses présentations par un enregistrement sonore de bases musicales enregistrées sur cassette, mixé par DJ Raff. Sous ce disque, et avec la collaboration de DJ Barsa, Tiro de Gracia sort deux productions indépendantes : Homosapiens et Arma Calibrada, parmi lesquelles se distinguent les morceaux Cero Grosero et Pánico.
Ils sortent l'album Ser hümano!! en 1997, qui comprend plusieurs musiciens invités tels que Joe Vasconcellos, Los Tetas, Chancho en Piedra, Pedro Foncea, DJ Raff, Quique Neira, Seo2, et bien d'autres encore. La première chanson marquante de l'album est El Juego Verdadero dont le clip est réalisé par la société de production Cubo Negro, filmé au Museo Nacional de Historia Natural de Chile, et qui est largement diffusé par le réseau MTV, occupant une place de choix dans le classement de la musique latino-américaine.  Ser hümano !! compte plus de 80 000 exemplaires vendus, ce qui en fait l'un des albums les plus vendus de la deuxième vague de « hip-hop » au Chili. En outre, l'album se classe sixième dans la liste des « 50 meilleurs albums chiliens de l'histoire » selon le magazine Rolling Stone.
Après sa séparation en 2019, le groupe revient en 2020 avec le nouveau line-up, Lenwa Dura et Zaturno qui sort six singles. Le premier, sorti en août 2020 sous le nom de BlackClanSaga. Rapsurrexion est conçu comme un nouvel album avec le line-up Lenwa Dura et Zaturno, ainsi que le travail de DJ Darse, Cenzi et Gonzo dans la production.

## Discographie

### Albums studio
- 1992 : Homosapiens (démo)
- 1993 : Arma calibrada  (démo)
- 1997 : Ser hümano!! (EMI, réédité en 2011[6])
- 1999 : Decisión (EMI)
- 2001 : Retorno de misericordia (EMI)
- 2003 : Patrón del vicio (EMI)
- 2004 : Impacto certero (EMI)
- 2010 : Música de vida (démo)